# Бальчюнас, Эгидиюс
Эгидиюс Бальчюнас (лит. Egidijus Balčiūnas; 7 мая 1975, Мариямполе) — литовский гребец-байдарочник, выступал за сборную Литвы на всём протяжении 2000-х годов и в начале 2010-х годов. Участник четырёх летних Олимпийских игр, трёхкратный чемпион мира, чемпион Европы, победитель многих регат национального и международного значения.

## Биография
Эгидиюс Бальчюнас родился 7 мая 1975 года в городе Мариямполе Литовской ССР. Активно заниматься греблей начал с раннего детства, проходил подготовку в Вильнюсе в местном спортивном клубе «Жальгирис».
Благодаря череде удачных выступлений удостоился права защищать честь страны на летних Олимпийских играх 2000 года в Сиднее — в двойках на пятистах метрах вместе с напарником Альвидасом Дуонелой дошёл только до стадии полуфиналов, где финишировал пятым.
В 2001 году Бальчюнас выступил на чемпионате мира в Познани, в двойках одержал победу на двухстах метрах и стал серебряным призёром на пятистах метрах. Год спустя на мировом первенстве в испанской Севилье вновь победил всех соперников в двухсотметровой гонке байдарок-двоек. Ещё через год на аналогичных соревнованиях в американском Гейнсвилле защитил чемпионское звание в двойках на двухстах метрах и получил бронзу в двойках на пятистах метрах. На чемпионате Европы 2004 года в Познани трижды поднимался на пьедестал почёта, в том числе выиграл серебряную медаль в двухсотметровой программе одиночек, золотую медаль в двухсотметровой программе двоек и ещё одну серебряную медаль в полукилометровой программе двоек.
Будучи лидером гребной команды Литвы, благополучно прошёл квалификацию на Олимпийские игры в Афинах — в двойках на пятистах метрах совместно с тем же Дуонелой был в финале седьмым.
После афинской Олимпиады Бальчюнас остался в основном составе литовской национальной сборной и продолжил принимать участие в крупнейших международных регатах. Так, в 2005 году на чемпионате мира в хорватском Загребе среди двухместных экипажей он завоевал серебро на двухстах метрах и бронзу на пятистах. В следующем сезоне на чемпионате Европы в чешском Рачице взял серебро в двойках на двухстах метрах. В 2008 году на европейском первенстве в Милане в зачёте байдарок-двоек удостоился серебряной награды на двухстах метрах и бронзовой награды на пятистах метрах. Позже отправился представлять страну на Олимпийских играх в Пекине, где в двойках в паре со своим давним партнёром Альвидасом Дуонелой остановился на стадии полуфиналов, показав там пятый результат. 
В 2012 году Эгидиюс Бальчюнас прошёл отбор на Олимпийские игры в Лондоне, на сей раз выступал в одиночках на пятистах метрах и разместился в итоговом протоколе на десятой позиции. Вскоре по окончании этих соревнований принял решение завершить карьеру профессионального спортсмена, уступив место в сборной молодым литовским гребцам.